# Gefährdungszahl
Die Gefährdungszahl (Gz), auch Gefährdungsquotient, englisch hazard quotient ist eine Kennzahl zur Abschätzung der Gefährlichkeit eines Stoffs. Sie berechnet sich als Quotient von Sättigungskonzentration in Gramm pro Kubikmeter (g·m−3) und Arbeitsplatzgrenzwert (AGW). Alternativ kann sie auch als Quotient von Sättigungsdampfdruck (hPa) und AGW (ml/m−3 = ppm) multipliziert mit dem Faktor 987 (ppm/hPa) berechnet werden.
Beispielrechnung für das Lösungsmittel N-Methyl-2-pyrrolidon (NMP); p(20°C) = 0,32 hPa, AGW = 20 ppm:
{\displaystyle Gz={\frac {p}{\text{AGW}}}={\frac {0{,}32\ \mathrm {hPa} \cdot 987\ \mathrm {ppm} }{20\ \mathrm {ppm} \cdot {hPa}}}=16}